# (7754) Gopalan
(7754) Gopalan – planetoida z pasa głównego asteroid okrążająca Słońce w ciągu 4 lat i 339 dni w średniej odległości 2,89 j.a. Została odkryta 2 października 1989 roku w obserwatorium Cerro Tololo przez Schelte Busa. Nazwa planetoidy pochodzi od Gopalana Srinivasana (ur. 1964), profesora działu geologii przy Uniwersytecie Toronto, zajmującego się badaniami formowania i rozwoju Układu Słonecznego. Przed nadaniem nazwy planetoida nosiła oznaczenie tymczasowe (7754) 1989 TT11.